# Trifluorométhyle

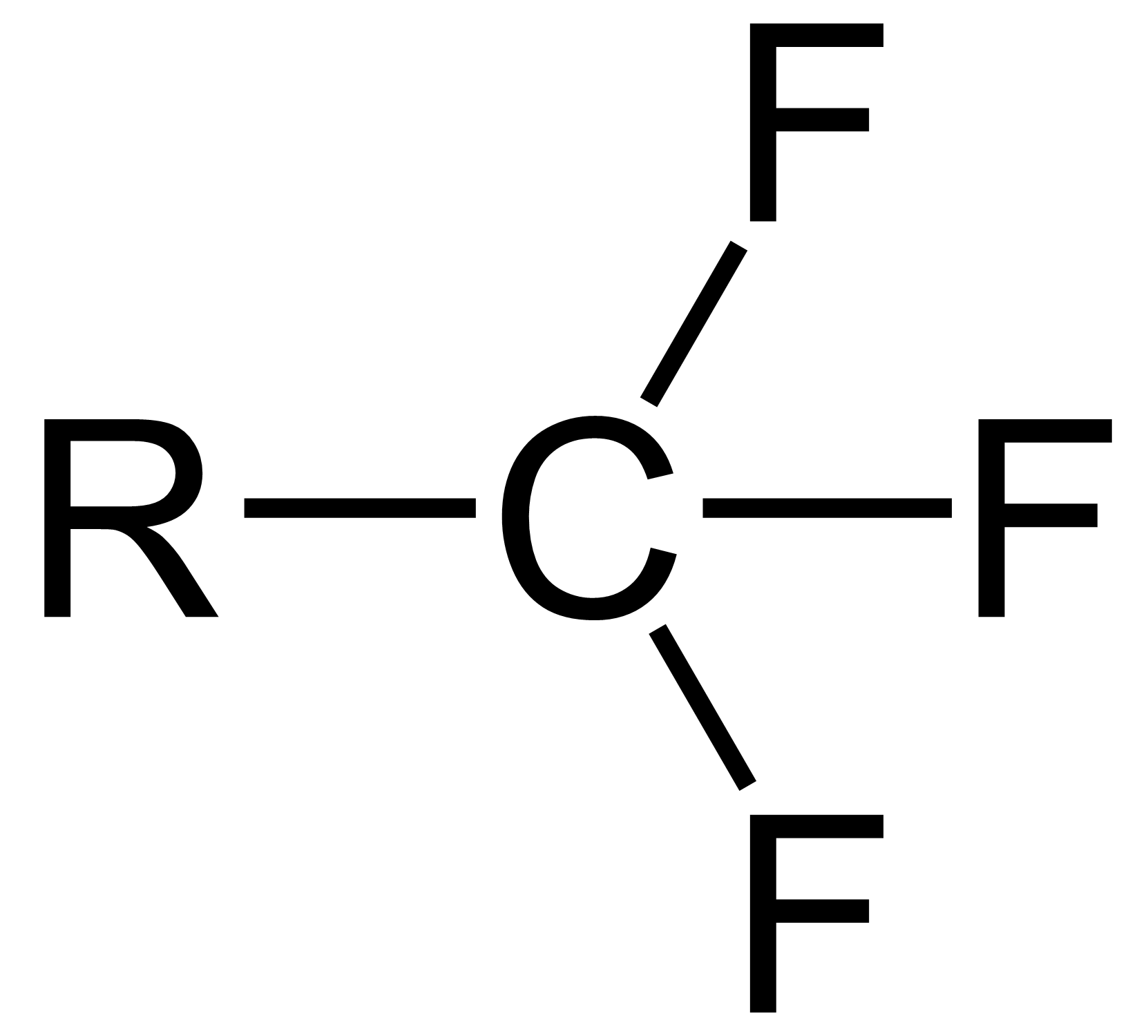
Groupe fonctionnel trifluorométhyle.

Le groupe trifluorométhyle est un groupe fonctionnel de formule chimique –CF3. Il possède une électronégativité élevée, souvent décrite comme intermédiaire entre celles du chlore et du fluor. C'est pourquoi les composés substitués avec un groupe trifluorométhyle sont souvent des acides forts, tels que l'acide trifluorométhanesulfonique F3C–SO3H et l'acide trifluoroacétique F3C–COOH. Le groupe –CF3 peut également être employé pour réduire la basicité de certains composés organiques ou pour conférer des propriétés de solvatation particulières, comme dans le cas du 2,2,2-trifluoroéthanol F3C–CH2OH.
On trouve le groupe trifluorométhyle dans certains médicaments et certains dérivés abiotiques de fluorocarbures rejetés dans l'environnement. Il est souvent utilisé pour créer des bioisostères en substituant un groupe chlorure ou un groupe méthyle afin d'ajuster les propriétés électroniques ou stériques d'un composé parent ou pour protéger un groupe méthyle de l'oxydation méthabolique. On retrouve des groupes trifluorométhyle par exemple dans l'éfavirenz (EFV), utilisé contre le VIH, la fluoxétine (Prozac) et le célécoxib, un anti-inflammatoire non stéroïdien.